# Јанез Блајвајс
Јанез Блајвајс (енгл. Janez Bleiweis; Крањ, 19. новембар 1808 — Љубљана, 29. новембар 1881) био је словеначки конзервативни политичар, новинар, лекар, ветеринар и јавна личност. Био је вођа такозваног старословенског политичког покрета. Већ за живота звали су га оцем нације.

## Биографија
Рођен је 19. новембра 1808. у богатој трговачкој породици, у Крању. Од детињства је одрастао у двојезичном окружењу. Течно је говорио и словеначки и немачки језик, као и већина припадника више средње класе у Крању у то време. Похађао је лицеј у Љубљани пре уписа на Универзитет у Бечу, где је студирао медицину. По завршетку студија радио је као професор ветеринарске медицине и патологије у Љубљани. Блајвајс је написао низ текстова из области ветерине и здравља људи, посебно о заразним болестима.
Године 1843. основао је часопис Вести из пољопривреде и занатства (Novice) и уређивао га до своје смрти 1881. Бавио се економским, као и културним питањима у словенским земљама. За време револуције укључио се у политику и подржао потрагу за Уједињеном Словенијом. На Октобарској дипломи у Аустријском царству, Блајвајс се појавио као вођа словеначког националног покрета. Већ крајем 1850-их, његово политичко конзервативно вођство изазвало је млађе генерације словеначких националиста, позната као Млади Словенци, међу којима су били Фран Левстик, Јосип Стритар и Јосип Јурчич. Блајвајсова група, у којој су били Ловро Томан, Етбин Хенрик Коста и Лука Светец, идентификована је као Стари Словенци, мада они сами никада нису прихватили такво име.
Блајвајс био је хабзбуршки легитимиста и следбеник аустрославистичке идеологије. У политици је следио пример чешког лидера Франтишека Палацкија који је захтевао аутономију словенских народа у оквиру јединственог Аустријског царства.
Године 1881. Блајвајсу је Франц Јозеф, цар Аустрије, доделио витештво. Исте године, умро је у Љубљани, а сахрањен је у гробљу Светог Кристофора у Бежиградском округу у Љубљани.